# Leppisaari (ö i Norra Österbotten, Uleåborg)
Leppisaari är en ö i Finland. Den ligger i Kiminge älv och i kommunen Uleåborg i den ekonomiska regionen  Uleåborgs ekonomiska region  och landskapet Norra Österbotten, i den centrala delen av landet, 600 km norr om huvudstaden Helsingfors. Öns area är 0,4 hektar och dess största längd är 160 meter i sydöst-nordvästlig riktning.